# Will Grant
Will Grant (2 de junio de 2001) es un deportista estadounidense que compite en natación. Ganó dos medallas en el Campeonato Mundial Junior de Natación de 2019, oro en 4 × 100 m estilos mixto y plata en 4 × 100 m estilos.